# БМ-13
БМ-13 — советская боевая машина реактивной артиллерии периода Второй мировой войны наиболее массовая советская боевая машина (БМ) этого класса. Наиболее широко известна под народным прозвищем «Катюша», солдаты нацистской Германии называли её «орга́н Сталина» из-за звука, издаваемого оперением ракет.

## История
К началу Великой Отечественной войны имелось 6 экспериментальных пусковых установок БМ-13 на шасси машин ЗИС-6 . Они были изготовлены в Москве в НИИ-3 НКБ СССР, причём одна установка была отправлена в Севастополь на испытания в системе береговой обороны. В конце июня на заводе им. Коминтерна в Воронеже были собраны первые две серийные установки. Именно эти 7 машин были отправлены на формирование первой батареи реактивных минометов в Московском военном округе (командир — капитан И. Флёров).
До апреля 1943 года для монтажа пусковых установок М-13-16 (рассчитанных на шестнадцать 132-мм реактивных снарядов М-13) гвардейских реактивных миномётов БМ-13-16 использовали различные шасси — с июля до 15 октября 1941 года ЗИС-6 (372, в том числе и для небольшого числа БМ-8-36). Затем на шасси гусеничного артиллерийского тягача СТЗ-5-НАТИ и грузовика ЗИС-5, а с начала 1942 года на шасси поставляемых в СССР по Ленд-лизу американских, британских и канадских грузовиков: Студебекер US6 (Studebaker US6, США), Джи-Эм-Си 352 (GMC CCRW 352, США), Итернейшнл М-5 «Интер» (International М-5Н-6-318, США), Форд-Мармон-Херрингтон (Ford-Marmon-Herrington НН6-СОЕ4, США), Шевроле Г7107/Г7117 (Chevrolet G7107/ G7117, США), Додж Т203 (Dodge Т-203В, Канада) (не путать с известными Dodge WC-51 и WC-52 (США) грузоподъёмностью 3/4 тонны — «Додж три четверти»), Бедфорд (Bedford OYD, Великобритания), Форд ВОТ-8 «Фордзон» (Ford WOT-8 «Fordson», Канада — «Форд „канадский“»), трёхосный Остин К-6 (Austin К-6А, Великобритания).
С апреля 1943 года появилась БМ-13Н — модификация БМ-13-16 на шасси только Студебекер US6. Индекс «Н» — нормализованная.

## Производство[6]
| Шасси | Производитель      | июнь | июль-август | сентябрь | октябрь | ноябрь | декабрь | Всего |
| ----- | ------------------ | ---- | ----------- | -------- | ------- | ------ | ------- | ----- |
| ЗИС-6 | Коминтерн          | 2    | 176         | 110      | 39      |        |         | 327   |
| ЗИС-6 | Компрессор         |      | 68          | 52       | 23      |        |         | 143   |
| ЗИС-6 | им. Карла Маркса   |      |             | 20       |         |        |         | 20    |
| ЗИС-6 | им. Шевченко       |      |             | 9        | 2       |        |         | 11    |
| Всего | Всего              | 2    | 244         | 191      | 64      | —      | —       | 501   |
| СТЗ-5 | Коминтерн          |      |             |          | 15      |        |         | 15    |
| СТЗ-5 | Компрессор         |      |             |          | 4       |        | 48      | 52    |
| СТЗ-5 | им. Колющенко      |      |             |          |         |        | 10      | 10    |
| СТЗ-5 | Уралэлектроаппарат |      |             |          |         |        | 15      | 15    |
| Всего | Всего              |      |             |          | 19      | —      | 73      | 92    |
| Итого | Итого              | 2    | 244         | 191      | 83      | —      | 73      | 593   |

|                         | 1942 | 1943 | 1944 | Всего |
| ----------------------- | ---- | ---- | ---- | ----- |
| БМ-13 на ЗИС-5          | 53   | 22   |      | 75    |
| БМ-13 на ЗИС-6          | 238  | 59   |      | 297   |
| БМ-13 на СТЗ-5          | 115  | 2    |      | 117   |
| БМ-13 на Шевроле        | 331  | 844  |      | 1175  |
| БМ-13 на Форд-Мармон    | 300  |      |      | 300   |
| БМ-13 на Остин          | 84   | 3    |      | 87    |
| БМ-13 на Интернационал  | 153  | 14   |      | 167   |
| БМ-13 на Студебекере    | 583  | 964  | 910  | 2457  |
| БМ-13 на Джемси         | 170  | 98   | 2    | 270   |
| БМ-13 на Додж           | 77   |      |      | 77    |
| БМ-13 на Форд-Канадский | 147  | 3    |      | 150   |
| БМ-13 на стендах        | 141  | 930  |      | 1071  |
| БМ-13 опытные           |      | 3    | 5    | 8     |
| Всего                   | 2392 | 2942 | 917  | 6251  |

В 1-м полугодии 1942 года было выпущено 1087 БМ-13 и 1305 во 2-м полугодии.

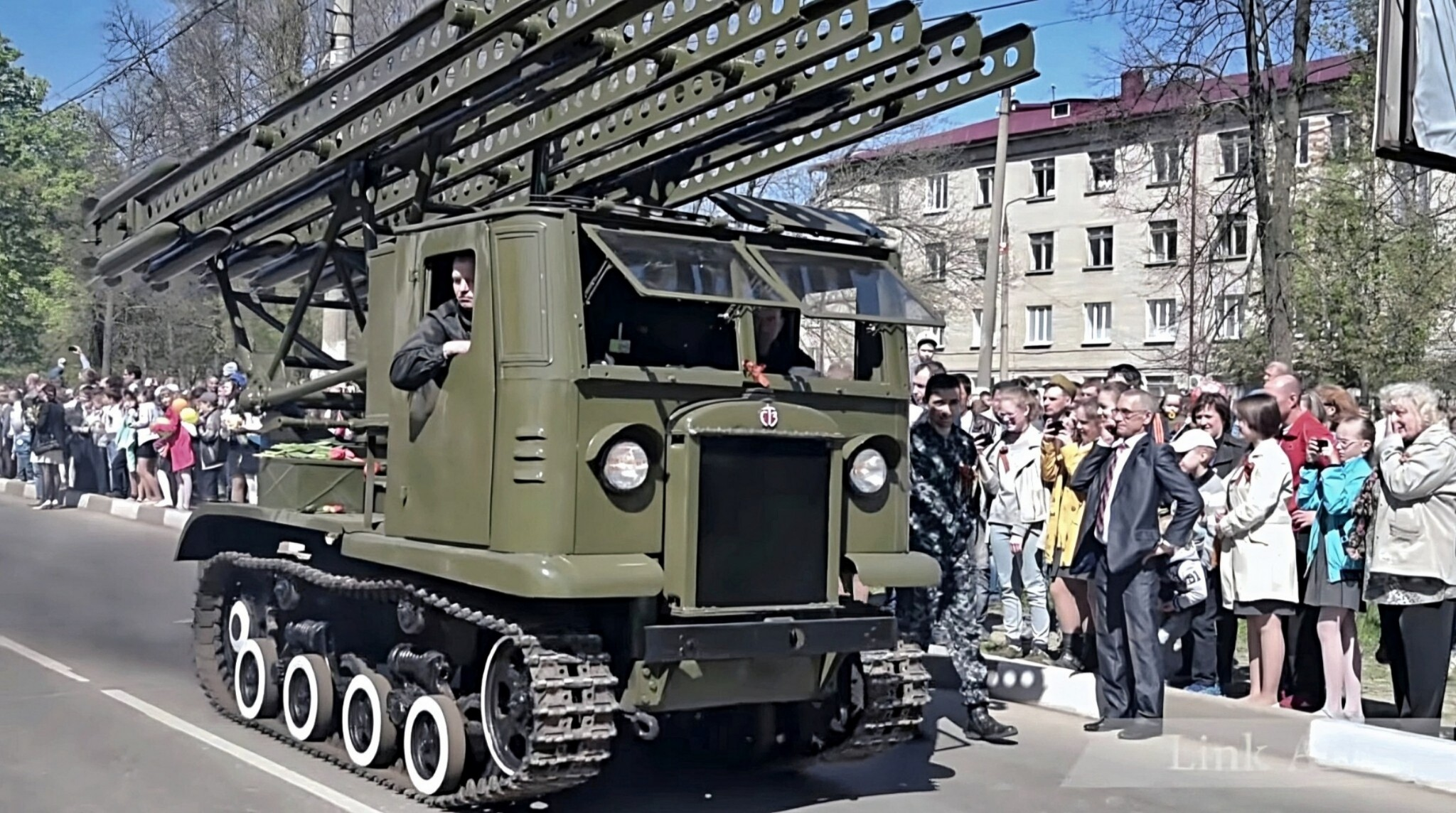
БМ-13 12-го огвмдн на шасси СТЗ-5, Новомосковск

За 1-е и 2-е полугодие 1943 года заводы сдали, соответственно, 1659 и 1671 установку БМ-8 и БМ-13. За 1-е полугодие 1944 года выпустили 1288 БМ-8, БМ-13, а так же пошедших в серию в июне БМ-31-12. За второе полугодие выпустили ещё 1276 установок всех типов. Серийное производство БМ-13 прекратилось осенью 1944 года.
Кроме того, имеются данные, что незадолго до окончания ВОВ на заводе № 733 «Компрессор» была изготовлена небольшая опытная партия установок БМ-13СН для нескольких батарей, предназначавшихся для участия в штурме Берлина. Для этого была создана специальная войсковая часть под командованием майора Р. Б. Ванникова. Подробности применения не известны.
За 4 года войны из 3374 автомобильных шасси, использованных для монтажа пусковых установок гвардейских реактивных миномётов (вероятнее всего эти данные учитывают производство по какому-то одному заводу), Студебеккеры US6 составляют 1845 — 54,7 %, ЗИС-6 — 372 — 11 %, остальные 17 типов шасси — 1 157 — 34,3 %.
Созданию РСЗО БМ-13 предшествовало создание в 1930-х годах в СССР реактивных снарядов для авиации РС-132 класса «воздух-земля» и РС-82 класса «воздух-воздух». В 1939 году в НИИ-3 (в годы ВОВ эвакуируется в Билимбай) были разработаны 132-мм реактивные осколочно-фугасные снаряды М-13 и наземная пусковая установка MУ-1 («механизированная установка») на базе ЗИС-5 с 24 направляющими. В этом же году было проведено усовершенствование и создана установка МУ-2 с 16 направляющими (Галковский В. Н.), которая после успешных испытаний и была принята на вооружение под названием БМ-13 («боевая машина, калибра снаряда 13 см»). Установка производилась небольшими партиями, как и реактивные снаряды к нему. Первоначально производство налаживается на «Заводе им. Коминтерна» в Воронеже (эвакуируется весной 1942 года в Свердловск). В июне 1941 года выпуск начинается на заводе «Компрессор» в Москве (в конце 1941 года завод эвакуируется в Челябинск), с сентября 1941 года — ещё на «Заводе им. Карла Маркса» в Ленинграде. В качестве шасси использовались ЗИС-5 и ЗИС-6. В связи с недостатком автомобильных шасси, а также низкой их проходимости, в октябре 1941 на «Компрессоре» разрабатывается БМ-13 на базе танка Т-60 и с гусеничным шасси СТЗ-5, последний вариант в ноябре 1941 года принимается на вооружение. После исчерпания произведённых запасов СТЗ-5 и недостаточных его характеристик, в дальнейшем выпуск на его базе прекращается. Также монтируются установки и на ленд-лизовские автомобили (Форд-Мармон, Интернэшнл, Джи-эм-си (GMC), Остин, Студебеккер и т. д.). В июне 1942 года на вооружение был принят фугасный реактивный снаряд М-20 калибра 132 мм.
Кроме указанных заводов, в годы ВОВ, БМ-13 производился ещё в Челябинске («Челябкомпрессор», завод им. Колющенко), Свердловске (Уральский компрессорный завод, «Уралэлектроаппарат»), Кирове (завод им. Куйбышева эвакуированный из Коломны), Пензе (механический завод), Горьком (завод фрезерных станков), Харькове (завод им. Шевченко), Москве (завод «Красная Пресня»). В итоге это привело к некоторым конструктивным изменениям при адаптации к технологическим процессам заводов, что в свою очередь негативно сказалось на взаимозаменеямости агрегатов и обучении личного состава. В связи с чем в 1943 году «Компрессором» был разработан унифицированный стандартизованный вариант БМ-13Н («Н» — означал «нормализованная») с 16 направляющими (группа Рудницкого В. А. под общим руководством Бармина В. П.). В апреле 1944 года на вооружение был принят осколочно-фугасный реактивный снаряд М-13УК («УК» — «улучшенной кучности»), а в октябре 1944 года осколочно-фугасный М-13ДД («дальнобойный, двойной», с удвоенным ракетным двигателем с промежуточным соплом). Все 4 вида снарядов могли запускаться и с БМ-13, и с БМ-13Н, но использование М-13ДД приводило к прогоранию направляющих, в связи с чем был сконструирован и выпускался БМ-13СН («СН» — «спиральные направляющие») с 10 направляющими.
Аналогичным образом, происходила и «адаптация» РС-82 для наземных целей, в августе 1941 года разрабатывается 82-мм реактивный снаряд М-8 (первоначально модификация ТС-11, в дальнейшем модификации ТС-12 и ТС-34). Для их применения «Компрессором» создаётся БМ-8-36 («боевая машина, калибр снаряда 8 см, 36 направляющих», первоначально предусматривалось 38 направляющих), в котором используется опыт и некоторые узлы БМ-13. Выпускались «Компрессором» и «Красной Пресней». Монтировалась на шасси ЗИС-5, ЗИС-6, Форд-Мармона, Студебеккера, танков Т-40 и Т-60. На шасси танков также устанавливались БМ-8-24. Со второй половины 1942 года начинает выпускаться модифицированный вариант, БМ-8-48 устанавливаемые на шасси ГАЗ-ААА, Форд-Мармона, Студебеккера. К концу войны проводились испытания БМ-8СН со спиральными направляющими, после окончания войны серийно не выпускались.

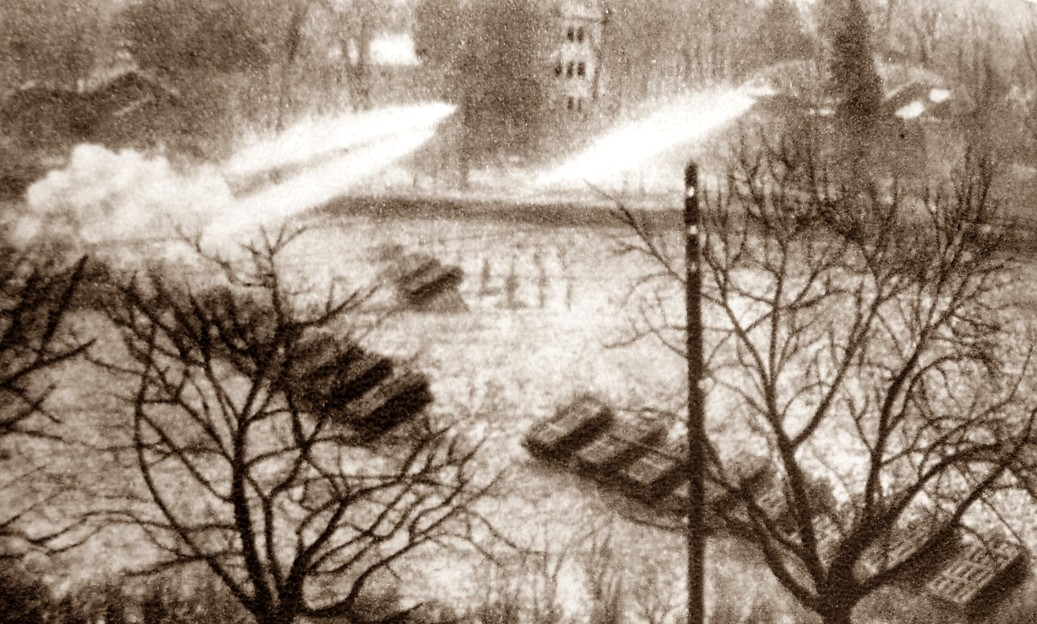
Пусковые установки М-31, 1945 год, битва за Познань

В 1942 году в блокадном Ленинграде были разработаны по образцу немецких «WK Spr» и «WK Flamm» турбореактивные снаряды М-28 (или МТВ-280 от «мина тяжёлая вращающаяся калибра 280 мм», фугасные) и М-32 (или МТВ-32, зажигательные), укупорочный каркасный деревянный ящик которых служил одновременно и частью пусковой установки. К осени были созданы и самоходные пусковые установки с ними ЛАП-7 («ЛАП» — «Ленинградский артиллерийский полигон») на шасси ГАЗ-ААА с поперечным расположением пусковых рам. В мае 1942 года разрабатывается и принимается реактивный снаряд М-30 калибром 300 мм (головная часть) оснащённый реактивным двигателем от М-13. Запускался с рамной разбираемой при транспортировании стальной пусковой установки одноимённой (М-30) разработанной «Компрессором», при этом укупорка снаряда служила одновременно и частью направляющей пусковой установки. Вместимость пусковой установки первоначально было в 4 укупорочных ящика снарядов, в июле 1942 года модернизирована до 8. К концу 1942 года разрабатывается более мощный и дальнобойный реактивный снаряд М-31, которые вначале запускались с пусковых установок М-30, в дальнейшем с пусковых установок М-31, в 1944 году модернизированных с 8 до 6 зарядных. Одновременно в августе 1942 года была модернизирована пусковая установка М-30 для возможности стрельбы с неё реактивными снарядами М-20 от БМ-13, для чего предусматривалась съёмная направляющая балочного типа. К концу 1943 года «Компрессором» была спроектирована мобильная версия пусковой установки М-30 на шасси ЗИС-6, но произведена не была вследствие отсутствия шасси к тому времени, а в начале 1944 года принимается на вооружение пусковая установка БМ-31-12 на шасси Студебеккера. В апреле 1944 года на вооружение был принят реактивный снаряд М-31УК.

## Модернизации

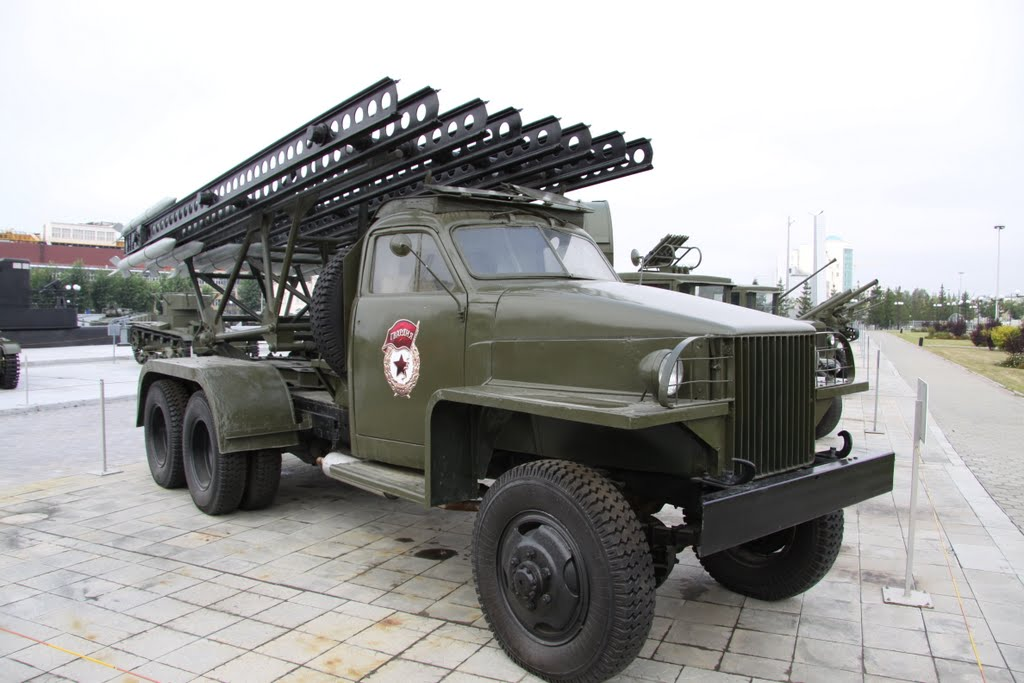
БМ-13Н на шасси Студебекер ЮС6 в Музейном комплексе УГМК, Верхняя Пышма

- БМ-13Н — базовый вариант на шасси автомобиля Студебекер ЮС6, на вооружение с 1943 года, в 1948 г. — на ЗИС-150
- БМ-13НН (Индекс ГРАУ — 52-У-941Б) — вариант на шасси автомобиля ЗИС-151, принят на вооружение в 1949 году (первая модернизация)
- БМ-13НМ (Индекс ГРАУ — 2Б7) — вариант на шасси автомобиля ЗИЛ-157, принят на вооружение в 1958 году (вторая модернизация)
- БМ-13НММ (Индекс ГРАУ — 2Б7Р) — вариант на шасси автомобиля ЗИЛ-131, принят на вооружение в 1966 году (третья модернизация и последняя)

## Устройство

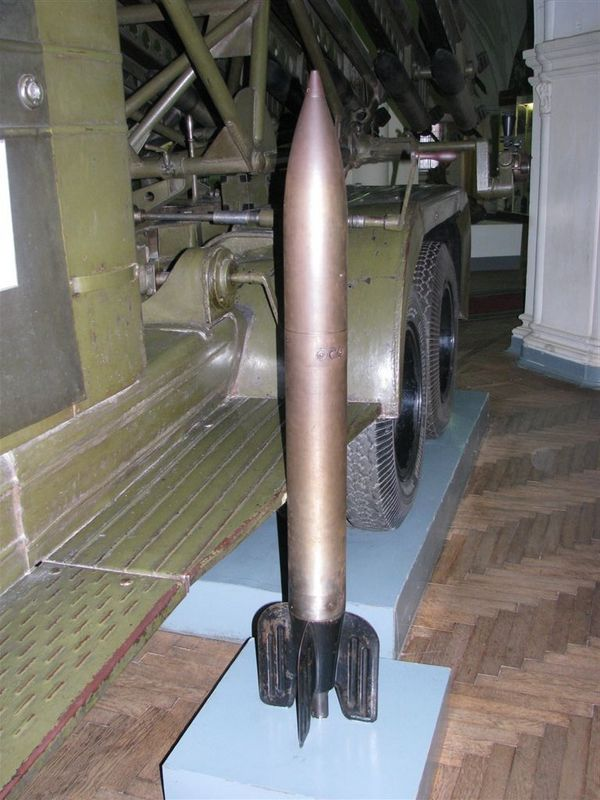
Снаряд M-13

Оружие относительно простое, состоящее из рельсовых направляющих и устройства их наведения. Для наводки были предусмотрены поворотный и подъёмный механизмы и артиллерийский прицел. В задней части машины находились два домкрата, обеспечивающие бо́льшую устойчивость при стрельбе. На одной машине могло размещаться от 14 до 48 направляющих.
Корпус реактивного снаряда (ракеты) представлял собой сварной цилиндр, поделённый на три отсека — отсек боевой части, двигательный отсек (камера сгорания с топливом) и реактивное сопло. Реактивный снаряд М-13 для наземной установки БМ-13 имел длину 1,41 метра, диаметр 132 миллиметра и массу 42,3 кг. Внутри цилиндра с оперением находилась твёрдая нитроцеллюлоза. Масса боевой части снаряда М-13 22 кг. Масса взрывчатого вещества снаряда М-13 4,9 кг — «как шесть противотанковых гранат». Дальность стрельбы — до 8,4 км.
Продолжительность залпа у БМ-13 (16 снарядов) — 7—10 секунд, у БМ-8 (24—48 снарядов) — 8—10 секунд; время заряжания — 5—10 минут. Запуск производился рукояточной электрокатушкой, соединённой с аккумуляторной батарей и контактами на направляющих — при повороте рукоятки по очереди замыкались контакты и в очередном из снарядов срабатывал пусковой пиропатрон. Крайне редко при большом количестве направляющих на установке применялись две катушки одновременно.
При вдвое большем заряде ВВ, чем у «Небельверфера», поражающее воздействие на небронированную технику и живую силу было намного сильнее. Это было достигнуто путём увеличения газового давления взрыва из-за встречного движения детонации. Подрыв ВВ осуществлялся с двух сторон (длина детонатора была лишь немного меньше длины полости для ВВ) и когда две волны детонации встречались, газовое давление взрыва в месте встречи резко возрастало, вследствие этого осколки корпуса имели значительно большее ускорение, разогревались до 600—800 °C и имели хорошее зажигающее действие. Кроме корпуса разрывалась ещё и часть ракетной камеры, раскалявшейся от горевшего внутри пороха, это увеличивало осколочное действие в 1,5—2 раза по сравнению с артиллерийским снарядами аналогичного калибра. Именно поэтому возникла легенда о «термитном заряде» в боеприпасах «Катюш» (в первое время реактивные снаряды М-13 действительно  снаряжались термитом). Совместное применение десятков ракет одновременно также создавало интерференцию взрывных волн, что ещё более усиливало поражающий эффект.
Экипаж БМ-13 (ЗИС-6) состоял из 5—7 человек:
- Командир орудия — 1.
- Наводчик — 1.
- Водитель — 1.
- Заряжающий — 2—4.

## Применение

### Великая Отечественная война

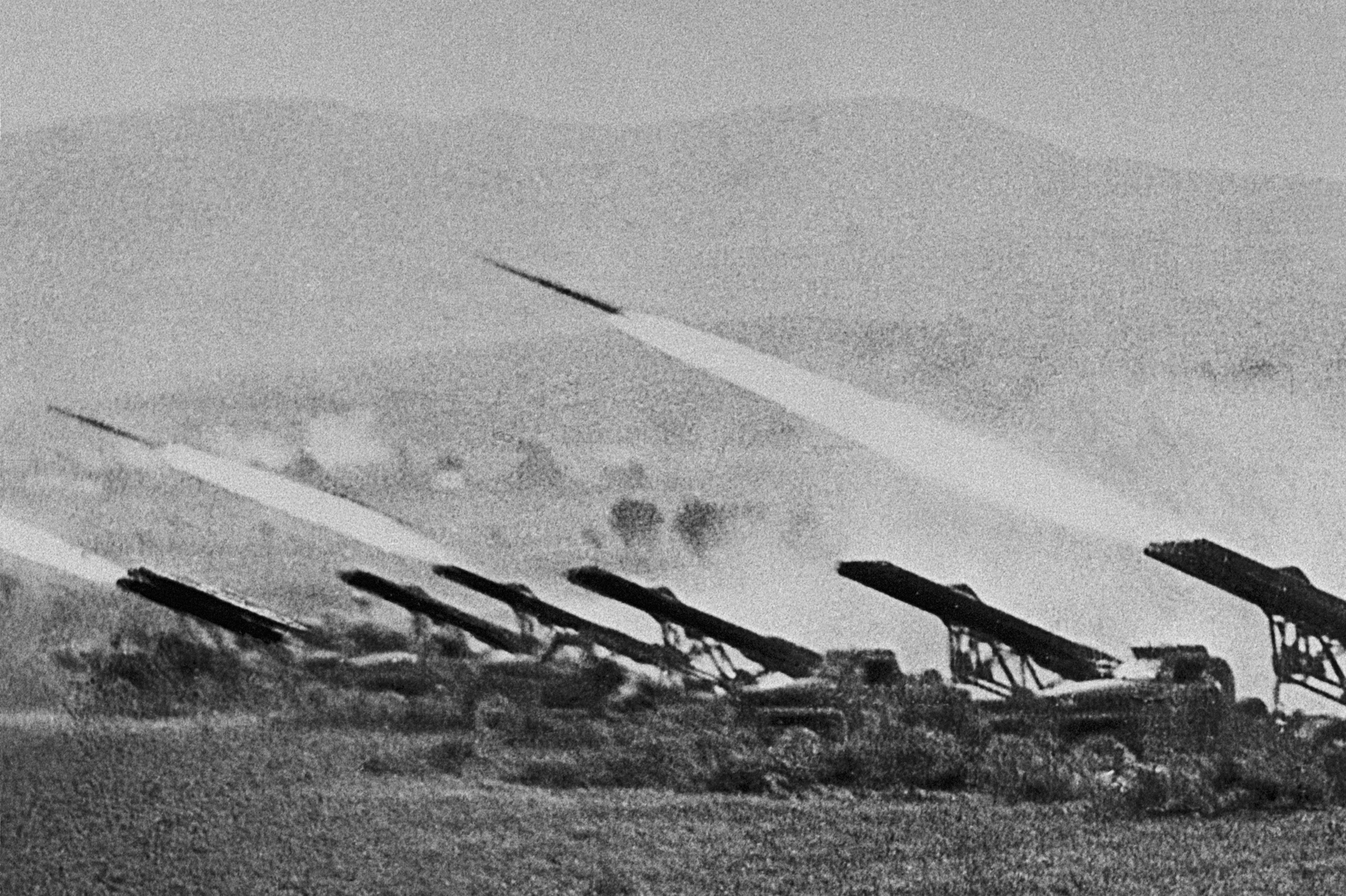
Залп дивизиона БМ-13 во время Сталинградской битвы. 6 октября 1942

С момента появления реактивной артиллерии (РА) её формирования находились в подчинении Верховного Главного Командования. Они использовались для усиления стрелковых дивизий, оборонявшихся в первом эшелоне, что существенно увеличивало их огневую мощь и повышало устойчивость в оборонительном бою.
Первое применение новинки произошло 14 июля 1941 года: батарея установок под командованием капитана Флёрова нанесла удар по скоплению вражеских войск на станции Орша.
Другая версия гласит, что батарея капитана Флёрова в 10 часов утра 14 июля 1941 года накрыла сначала огнём скопление немецких войск на Базарной площади города Рудня. До упомянутого залпа по железнодорожной станции Орша оставалось ещё 5 часов и около 140 километров пути до новой позиции. Однако в Орше тогда стояли свои красноармейские части и свои эшелоны. Ведь до 16 июля 1941 года ни один немецкий солдат ещё не вступил в город. (См. издание Института военной истории МО СССР и Центрального архива МО СССР «Освобождение городов», М., Воениздат, 1985 г., стр. 179.) И ни одного немецкого эшелона не было на станции Орша ни 14, ни 15, ни 16 июля. Немцам после захвата каждой станции требовалось прежде всего переделать железнодорожные пути под более узкий европейский стандарт. Не 14, а 16 июля 1941 года, через два дня после боевого крещения в Рудне, батарея капитана Флёрова действительно стёрла с лица земли железнодорожную станцию Орша, но вместе с советскими эшелонами, чьи грузы, прежде всего цистерны с горючим, не должны были достаться врагу. Такова версия, более подробно изложенная историком Второй мировой войны — свидетелем первых залпов «Катюш» в 10 часов утра 14 июля 1941 года по Рудне — Андреем Сапроновым. После захвата Витебска и угрозы формирования котла, когда в окружение попадали советские войска, а командарм Конев и командующий западным направлением Ерёменко чудом избежали гибели или плена вместе со штабами, дислоцировавшимися в Рудне, сложилась критическая ситуация. Поэтому командование приняло решение нанести первые реактивные залпы именно на этом участке фронта. Обеспечить надёжное прикрытие организованного отступления войск и штабов трёх корпусов и 19-й армии под Рудней руководство 14 июля 1941 года поручило капитану Адильбекову Г.А. — командиру сводного танкового батальона, объединившего все боевые машины 102-го танкового полка 51-й танковой дивизии. В аналогичной ситуации, ещё 11 июля под Витебском он также прикрывал отступление пехотных подразделений. Залпы «Катюш» оказали поддержку танкистам в сдерживании наступающего 39-го моторизованного корпуса Гота.
Начальник отделения боевой подготовки артиллерии штаба Юго-Западного фронта Г. С. Надысев так вспоминал свои впечатления от нового оружия:

… В конце августа 1941 года произошло знаменательное событие: на фронт впервые прибыла батарея реактивных минометов М-13 — знаменитые „катюши“. Начальник артиллерии генерал Парсегов поручил мне участвовать во вводе в бой нового оружия и в выработке тактики его боевого применения. Предварительно я ознакомился с батареей и побеседовал с личным составом. Проведя тщательную рекогносцировку огневых и выжидательных позиций и получив в разведывательном отделе штаба фронта сведения о выходе фашистских войск к Десне и сосредоточении их крупных сил на участке Остёр, Чернигов, батарея 28 августа вышла на выжидательную позицию. Чтобы обеспечить безопасность батареи, огневая позиция была выбрана на участке 3-го воздушно-десантного корпуса, в одном километре от Десны, против села Окуниново. Мы с командиром корпуса генералом В. А. Глазуновым заняли наблюдательный пункт на берегу реки. В это время к селу подошла крупная немецкая моторизованная часть: задымили кухни, солдаты бросились по дворам ловить кур, послышался плач женщин, раздалась стрельба. Командир корпуса решил, что огневой удар следует нанести теперь же, не дожидаясь, когда противник начнёт активные действия. Останавливала только мысль о судьбе жителей деревни, которые тоже могли стать жертвами нашего огня.

И тут, будто прочитав мысли командира корпуса, чуть ли не вся немецкая часть высыпала на берег, чтобы искупаться и отдохнуть после утомительного марша. Такой случай нельзя было упускать, и командир корпуса приказал мне действовать. Я подал сигнал вывести батарею на огневую позицию. После быстрой, но тщательной подготовки данных для стрельбы „катюши“ дали залп. Снаряды точно накрыли группу купавшихся и отдыхавших на берегу вражеских солдат и офицеров. Поднялась паника. На берег, истошно вопя, выскочили несколько оставшихся в живых гитлеровцев. Крупная воинская часть, ещё не успев вступить в бой, фактически перестала существовать. Это был огромный успех, а по тем временам — особенно. Все, кто находился на наблюдательном пункте, были потрясены картиной происходящего и силой залпа. Ведь такое нам довелось увидеть впервые. Сначала над огневой позицией поднялось большое облако дыма, смешанного с землёй, а затем с непривычным слуху шипением в сторону противника понеслись продолговатые тёмные стрелы мин с языком пламени на хвосте. В считанные секунды десятки разрывов покрыли значительную площадь, на которой ещё минуту назад беспечно прохлаждались вражеские солдаты. Впоследствии пленные с ужасом рассказывали, что они пережили, неожиданно попав под огонь неизвестного страшного оружия. … Ободренный успехом огневого удара батареи, я решил дать второй залп, перенеся огонь на соседний участок, где было замечено сосредоточение значительного количества немецкой пехоты и танков. Генерал Глазунов одобрил это решение. Через 20 минут дали второй залп, эффект был тот же. Генерал Глазунов, глядя на обезумевших от страха гитлеровцев, в восторге повторял: „Вот это дали так дали!“. После второго залпа на огневую позицию налетели истребители Ме-109, но опоздали. Батарея находилась уже далеко. Вот тут-то я понял, почему инструкцией запрещено производить с одной и той же позиции два залпа. Это было правильно для начального периода войны, когда превосходство в воздухе имели немцы. При выстрелах, особенно в сухую погоду, да ещё если огневая позиция расположена на пахоте или посевах, столбы пыли поднимаются над ней на высоту до 100 метров, резко демаскируя батарею. На наше счастье, лётчики запоздали с вылетом. Два батарейных залпа М-13 сделали то, чего не смогли бы сделать за это время два артиллерийских дивизиона 122-миллиметровых гаубиц. Как потом показали пленные, взятые на участке 3-го воздушно-десантного корпуса, от этих залпов — от разрывов 128 мощных снарядов — немцы понесли большие потери. Высокая результативность нового советского оружия поразила гитлеровцев. Я же получил, и заслуженно, изрядный нагоняй за второй залп с одной и той же позиции. Но победителей, как известно, не судят… Зато, когда несколько позднее мне пришлось вводить в бой в районе станции Жихорь Киевской области другую батарею реактивной артиллерии — М-8, я действовал уже осмотрительнее.— Надысев Г. С. На службе штабной
Требования к применению нового оружия — массированность и внезапность — нашли отражение в Директиве Ставки ВГК № 002490 от 1 октября 1941 г..
В период битвы за Москву из-за тяжёлой обстановки на фронте командование вынуждено было использовать реактивную артиллерию подивизионно.
Но уже к концу 1941 года количество реактивной артиллерии в войсках значительно возросло и достигало 5—10 дивизионов в составе армий, действовавших на главном направлении. Управление огнём и манёвром большого числа дивизионов, а также снабжение их боевыми припасами и другими видами довольствия стало затрудняться. По решению Ставки ВГК в январе 1942 года начато создание 20 гвардейских миномётных полков.
К окончанию 1942 года было уже 4 гвардейских миномётных дивизий, 8 полков, 72 отдельных дивизионов, а к 1945 году — 7 дивизий реактивной артиллерии, 11 бригад, 114 полков, 38 отдельных дивизионов.
«Гвардейский миномётный полк (гв. минп) артиллерии Резерва Верховного Главного Командования (РВГК)» по штату состоял из управления, трёх дивизионов трёхбатарейного состава. Каждая батарея имела четыре боевые машины. Таким образом залп только одного дивизиона гвардейских миномётов из 12 машин БМ-13-16 (директива Ставки № 002490 запрещала использование реактивной артиллерии в количестве менее дивизиона) по силе мог сравниться с залпом 12 тяжёлых гаубичных полков РВГК (по 48 гаубиц калибра 152 мм в полку) или 18 тяжёлых гаубичных бригад РВГК (по 32 гаубицы калибра 152 мм в бригаде).
Немаловажен был и психологический эффект: во время залпа все ракеты выпускались практически одновременно — за несколько секунд землю в области цели буквально перепахивали реактивные снаряды. Подвижность установки позволяла быстро сменять позицию и избегать ответного удара противника.
17 июля 1942 года в районе села Налючи раздался залп 144 пусковых рам-станков, оснащённых 300-мм реактивными снарядами — М-30. Это было первое применение несколько менее знаменитого родственного оружия — «Андрюши».
В июле-августе 1942 года «Катюши» (три полка и отдельный дивизион) были основной ударной силой Подвижной механизированной группы Южного фронта, на несколько дней сдержавшей наступление 1-й танковой армии немцев к югу от Ростова. Это отражено даже в дневнике генерала Гальдера: «возросшее сопротивление русских южнее Ростова».

В августе 1942 года в городе Сочи в гараже санатория «Кавказская Ривьера» под руководством начальника подвижной ремонтной мастерской № 6 военного инженера III ранга А. Алфёрова был создан переносной вариант установки на базе снарядов М-8, получивший впоследствии название «горная катюша». Первые «горные катюши» поступили на вооружение 20-й горнострелковой дивизии и были применены в боях на Гойтхском перевале. В феврале — марте 1943 года два дивизиона «горных катюш» вошли в состав войск, оборонявших легендарный плацдарм на Малой земле под Новороссийском.

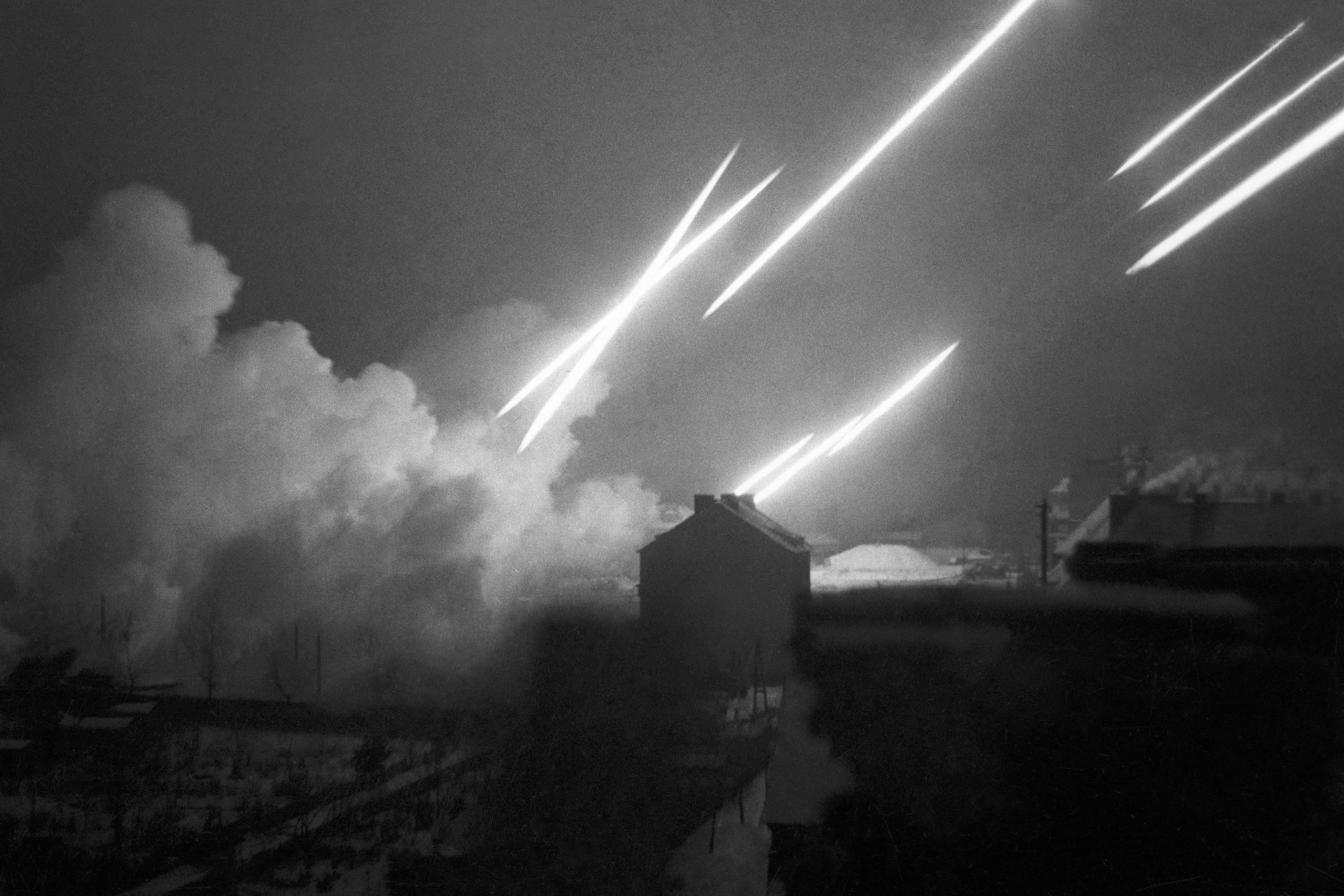
Залп гвардейских минометов «Катюша» 1-го Белорусского фронта

В 62-й армии в Сталинграде на базе Т-60 воевал 4-й гвардейский минометный полк «Катюш», который находился в прямом подчинении командарма В. И. Чуйкова. В ходе битвы, «Катюши», использовали исключительно снаряды М-8, в модификации «КАТ» (термитные). Температура в месте взрыва мгновенно поднималась до 4000 градусов по Цельсию. Именно использование этих снарядов явилось первопричиной происхождения самого названия «Катюша». Наличие в распоряжении командарма Чуйкова В. И., признанного мастера ближнего боя, целого полка «Катюш», вооруженного термитными боеприпасами, позволило ему со штабом в самые грозные дни битвы находиться на передовой в 400 метрах от линии противника, сзади него в трёхстах метрах располагался 4-й гвардейский миномётный полк «Катюш» под командованием полковника Ерохина А. И. Любые попытки наступления немцев на данном участке молниеносно пресекались залпом термитных снарядов реактивной артиллерии. Об этом пишет сам командарм в своей книге «Сражение века». После Сталинградской битвы по определённым причинам использование термитных снарядов было прекращено. Есть легенда, что Верховному командованию противником был предъявлен ультиматум, в котором немецкое командование пригрозило начать применять химическое оружие в случае, если Красная Армия не прекратит использование термитных снарядов КАТ. Эта легенда заслуживает внимания по той причине, что арсенал химического оружия у немцев был поистине огромен, однако за всю войну они не применили на Восточном фронте ни одного химического снаряда. Впоследствии весь арсенал химического оружия нацистской Германии был затоплен странами-победительницами в Балтийском море.
Кроме этого в Сочинском паровозном депо были созданы 4 установки на базе дрезин, которые использовались для защиты города Сочи с берега.
Восемью установками был оборудован тральщик «Скумбрия», который прикрывал десант на Малую землю
В сентябре 1943 года в ходе Брянской операции манёвр «Катюш» вдоль линии фронта позволил осуществить внезапный фланговый удар, в результате которого немецкая оборона оказалась «свёрнута» в полосе целого фронта — 250 километров. Во время артподготовки было израсходовано 6 тыс. реактивных снарядов и лишь 2 тыс. ствольных.

### Корейская война (1950—1953)
БМ-13 достаточно широко использовались китайскими добровольцами во время Корейской войны. В частности, массированное применение БМ-13 внесло существенный вклад в китайское контрнаступление в ходе Битвы за Треугольную сопку, начавшееся 30 октября 1952 года. В тот день 15-й корпус Народных Добровольцев 12 часов обстреливал силы ООН из 133 крупнокалиберных орудий, 22 БМ-13 «Катюш» и 30 тяжёлых 120-мм минометов в крупнейшей китайской артиллерийской операции за всю войну.

### Вьетнамская война (1955—1979)
БМ-13 достаточно широко использовались во время первой и второй Индокитайских войн.

### Афганская война (1979—1989)
В период с 1961 по 1963 год СССР поставил в Королевство Афганистан некоторое количество БМ-13, которые применялись правительственными войсками на начальном этапе Афганской войны до их замены советскими поставками БМ-21.

## Операторы

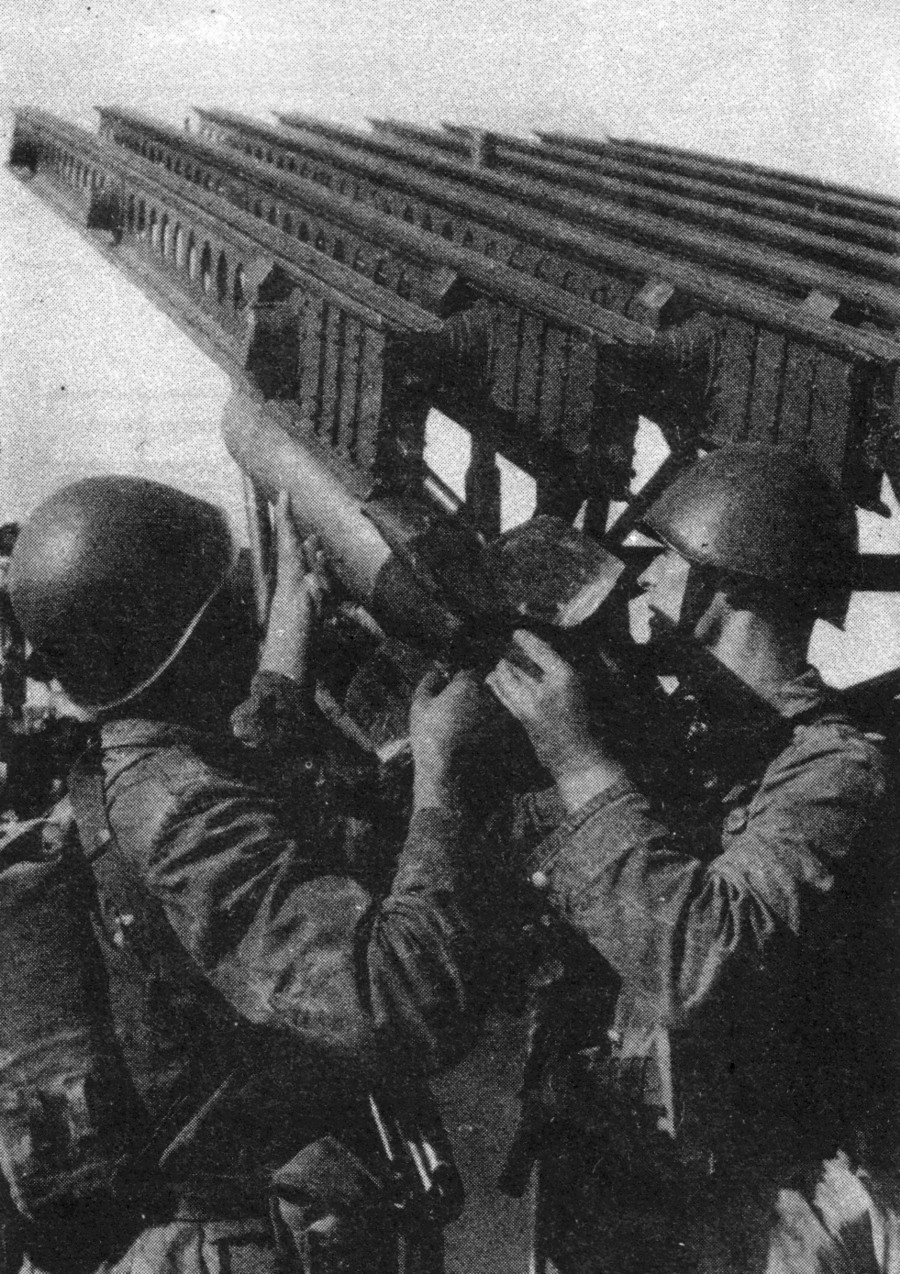
Польские солдаты, заряжающие «катюшу». Послевоенное фото

- Камбоджа — некоторое количество БМ-13-16, по состоянию на 2023 год[28]
- Россия — 100 единиц БМ-13 на хранении по состоянию на 2024 год[29]

### Бывшие операторы
- Страны — участницы Варшавского договора, а также Албания, Алжир, Египет, Ирак, Сирия, КНР, КНДР, Куба, Монголия и некоторые африканские страны.
- Перу — некоторое количество БМ-13 по состоянию на 2009 год
- Украина — согласно ежегоднику «Military Balance 2014», в 2014 году на вооружении армии Украины оставались 2 машины БМ-13.

## Сохранившиеся экземпляры
Практически все «Катюши», собранные на базе отечественных грузовиков ЗИС-6, уничтожила война. По состоянию на 2012 год в странах бывшего СССР имелось только три экземпляра оригинальных БМ-13 времён Великой отечественной войны. Все они находятся в России:
- В Музее артиллерии, инженерных войск и войск связи в Санкт-Петербурге — единственная полностью комплектная, не восстановленная установка на шасси ЗИС-6[31].
- В Новомосковском историко-художественном музее (город Новомосковск, Тульская область). На ходу, возглавляла Парад Победы 9 мая 2015 года (единственная сохранившаяся на шасси трактора СТЗ-5)[32].
- В Музейном комплексе УГМК, г. Верхняя Пышма Свердловской области: образца 1943 г. на шасси полученного по ленд-лизу грузовика Studebaker US6, образца 1941/1951 гг[33].

Ниже приведён неполный список макетов, восстановленных экземпляров и послевоенных модификаций БМ-13:
- В Музейном комплексе УГМК, на шасси Форд Мармон[34]
- В Музейном комплексе УГМК, на шасси Остин К-6[35]
- В Музее обороны Москвы[36]
- На территории Измайловского парка г. Москвы[37].
- В Москве, на территории Исследовательского центра имени М. В. Келдыша (на базе ЗИС)[источник не указан 2840 дней]
- В Кубинке ВППКиО «Патриот» сектор воздушно-космических сил, павильон № 11. Катюша на базе ЗИС-151. Ранее хранилась на 147 автобазе МО РФ в Москве[38]
- На 116 км автомагистрали Москва — Санкт-Петербург у поворота на дорогу к городу Конаково установлен монумент «Катюша». Памятник сооружен в 1965 году. На этом рубеже началось наступление войск Калининского фронта в декабре 1941 г., где шли ожесточенные кровопролитные бои. Наши войска отбивали многочисленные атаки противника, задерживая его продвижение к Москве. На постаменте мемориальная доска с надписью: «Здесь шли бои. Здесь, пламенем объятый, стоял насмерть России верный сын. Отсюда начинался путь солдата. Нелегкий путь к победе на Берлин. Отсюда, остановив врага, части 185 стрелковой дивизии в декабре 1941 года перешли в наступление освобождая родную землю от немецко-фашистских захватчиков».
- В Музейном комплексе УГМК, г. Верхняя Пышма Свердловской области: БМ-13НМ образца 1958 г, БМ-13НММ образца 1966 г.
- В Музее отечественной военной истории в деревне Падиково Московской области представлена «Катюша» БМ-13-16 раннего выпуска, так называемая «ненормализованная», на шасси полученного по ленд-лизу грузовика Studebaker US6.
- В Нижегородском кремле.
- В Павлово, Нижегородская область.
- В музее под открытым небом «Военная горка» в Темрюке.
- В Новосибирске, на Монументе Славы[39].
- В Мценске, как памятник.
- В Кирове на территории ОАО «Кировский машиностроительный завод 1 МАЯ», как памятник.
- В г. Белгороде, в музее под открытым небом.
- Памятник-мемориал в городе Тула
- В г. Рудня Смоленской области. При реставрации в восьмидесятые годы выяснилось, что снаряды на памятнике боевые[40].
- В селе Знаменка Угранского райна Смоленской области. Постамент на поле памяти[41].
- В станице Брюховецкая, Брюховецкого района Краснодарского края[42]
- В диораме «Штурм Сапун-Горы», Севастополь.
- В Армянске[43]
- В Киеве в Музее истории Украины во Второй мировой войне
- В Одессе на Мемориале 411-й береговой батареи.
- В г.Корсунь-Шевченковский Черкасской области в музее Корсунь-Шевченковской битвы.
- В Изюме, как памятник в Мемориальном комплексе.
- Гвардейский миномёт на базе УралЗИС стоит как памятник в украинском Кировограде (ныне переименован в Кропивницкий). Для придания исторической достоверности в 2010-м году члены общества «Автоветеран», клуб любителей стендового моделизма и сотрудники Кировоградского машиностроительного колледжа привели внешний вид памятника в полное соответствие с фактическим внешним видом «Катюш» времён Великой Отечественной войны[44][45].
- В Запорожье.
- Памятник возле автодороги Лебедин-Михайловка в Сумской области[46]
- В мемориальном комплексе «Курган Славы», Минск (макет с использованием оригинальных деталей)[47]
- В мемориальный комплексе «За нашу Советскую Родину», Орша (макет с использованием оригинальных деталей)[44]
- В Сеуле в военном музее (трофей, захваченный во время Корейской Войны)

## Фотогалерея

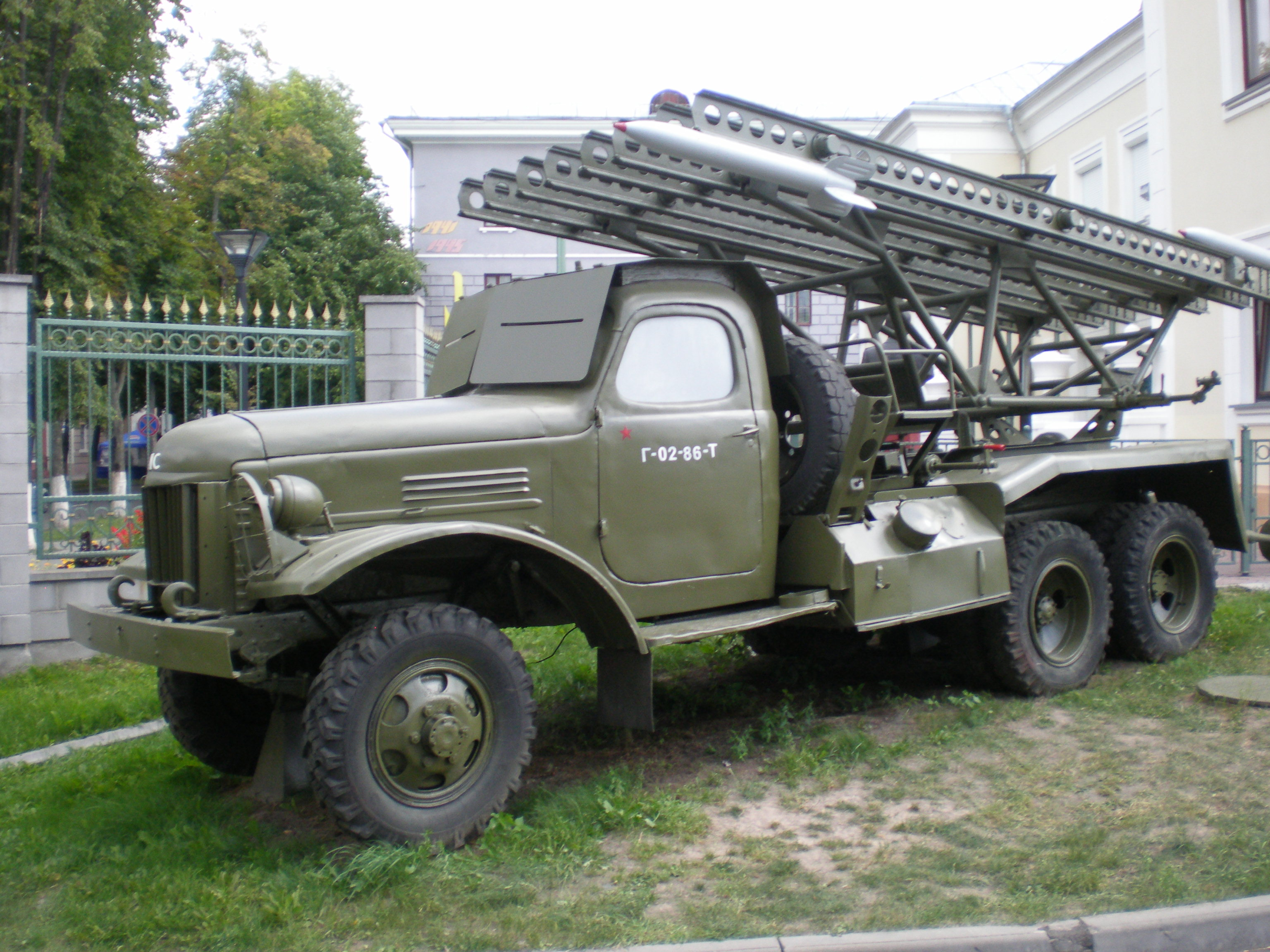
БМ-13 на шасси ЗИС-151, Гомельский музей воинской славы
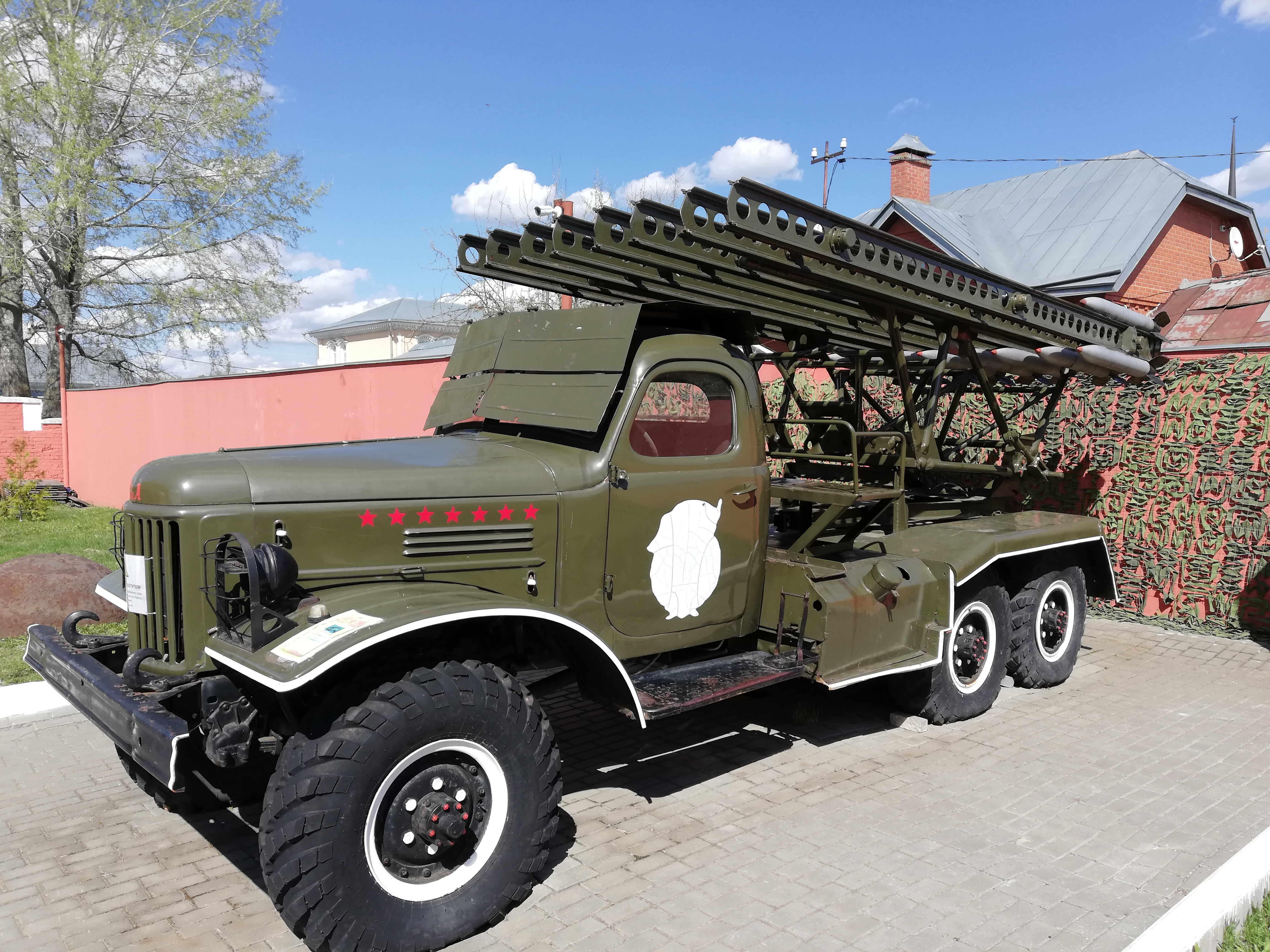
БМ-13 на шасси ЗИЛ-157, краеведческий музей, Коломна

### Фотогалерея БМ-13 на шасси ЗИС-6

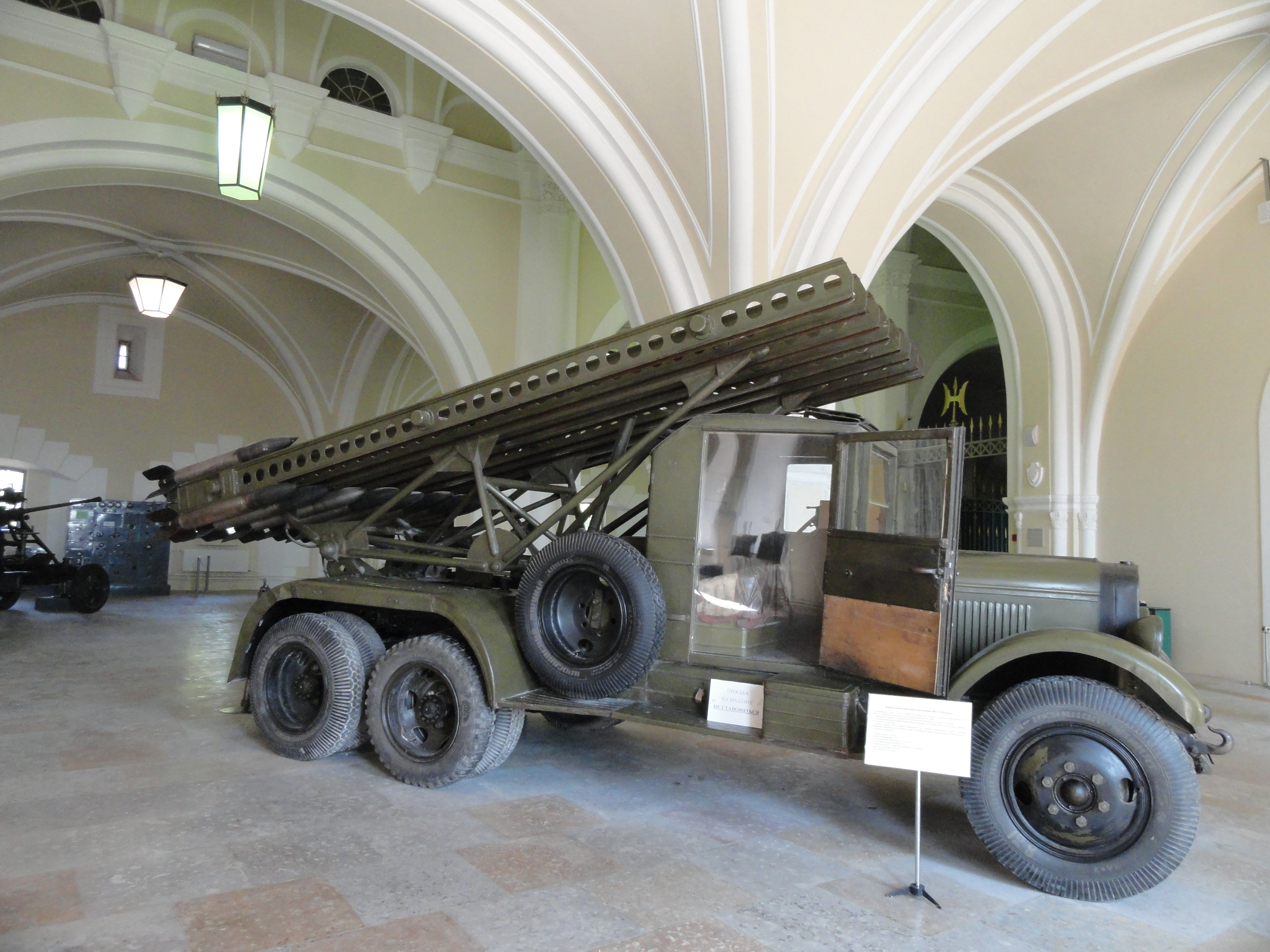
БМ-13-16 в ВИМАИВиВС, Санкт-Петербург
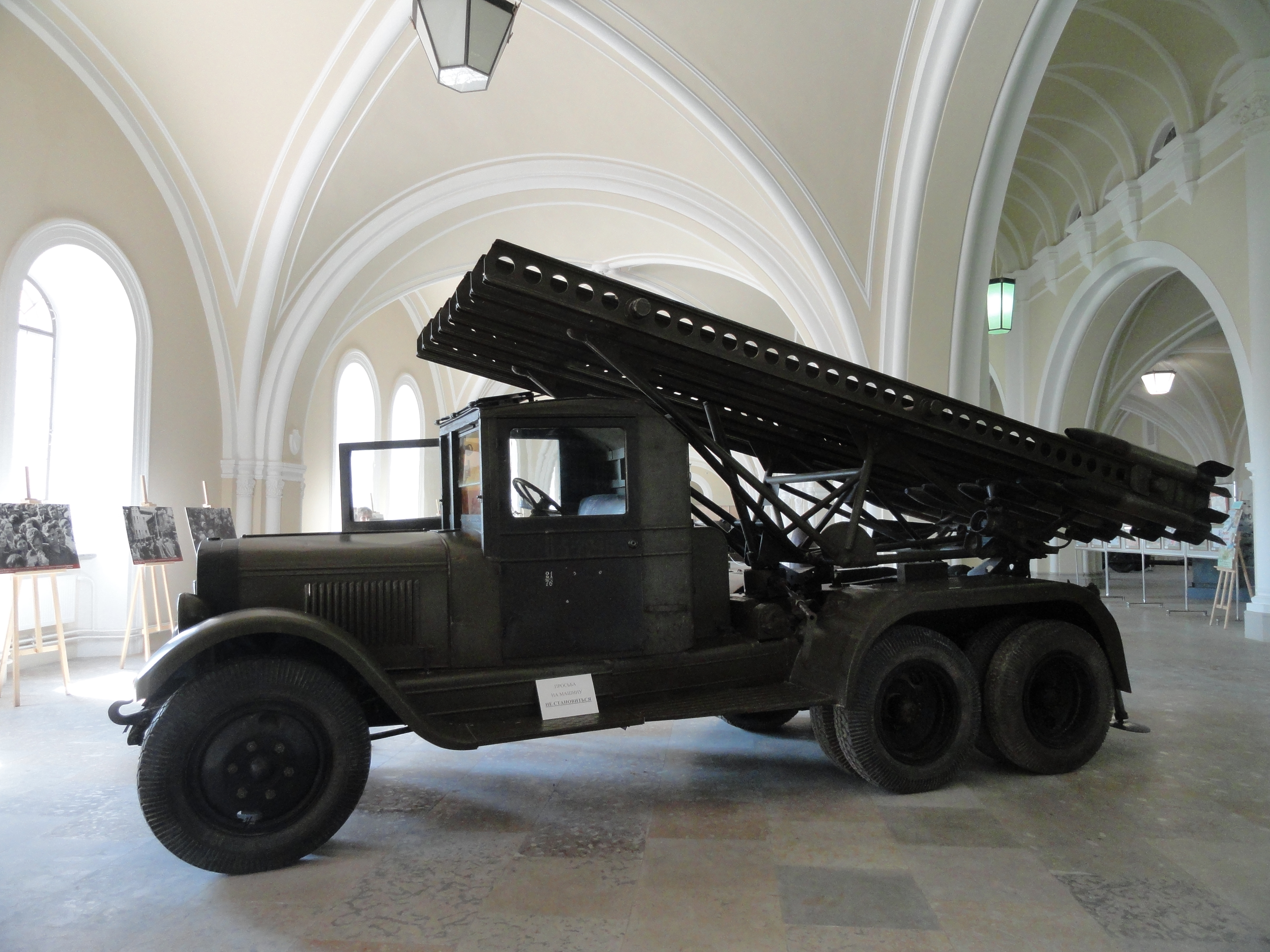
БМ-13-16 в ВИМАИВиВС, Санкт-Петербург

### Фотогалерея БМ-13 на шасси ЗИЛ-131

Изделие 2Б7Р (БМ-13НММ) на шасси ЗИЛ-131 — последняя модификация БМ-13
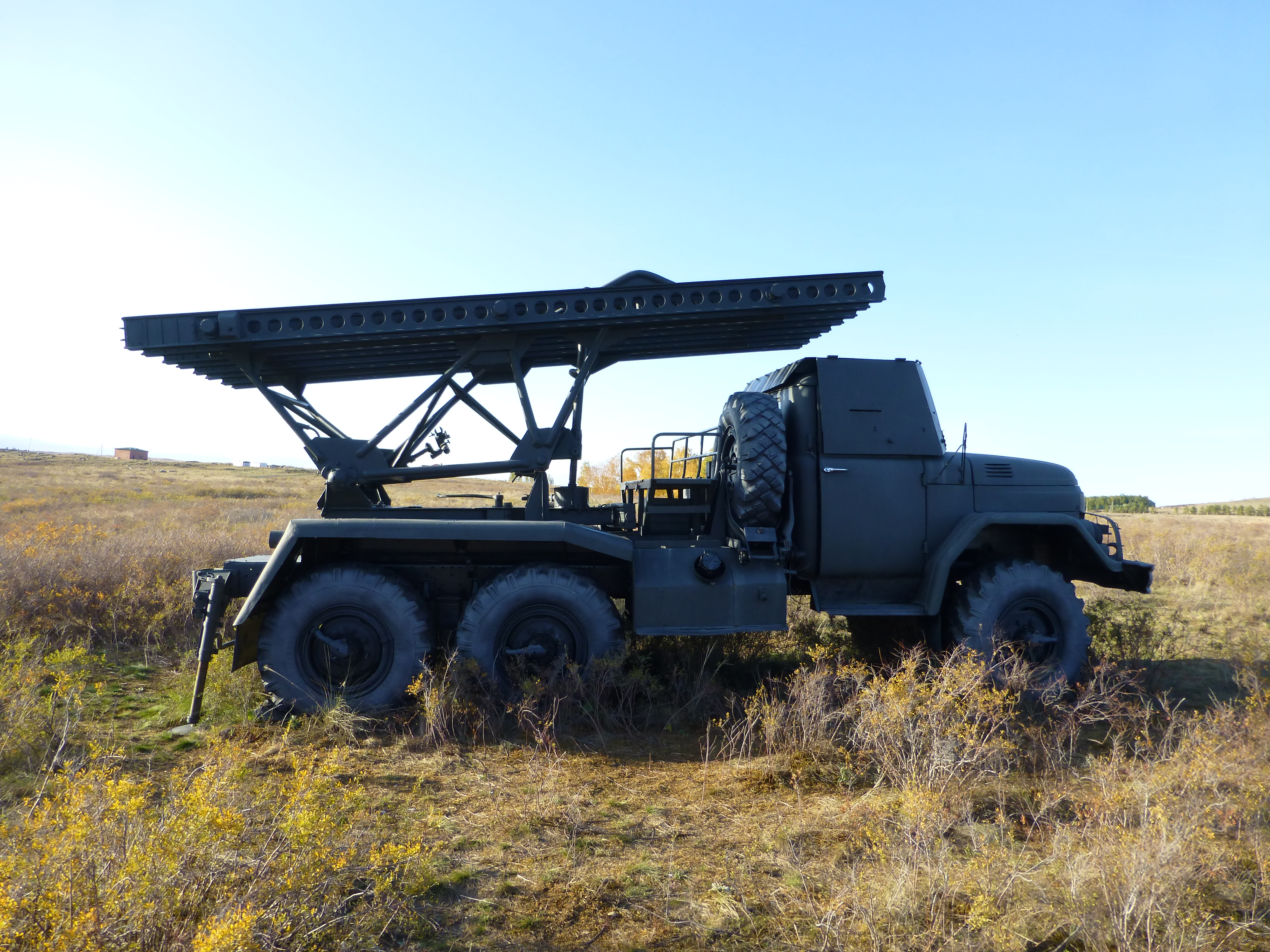
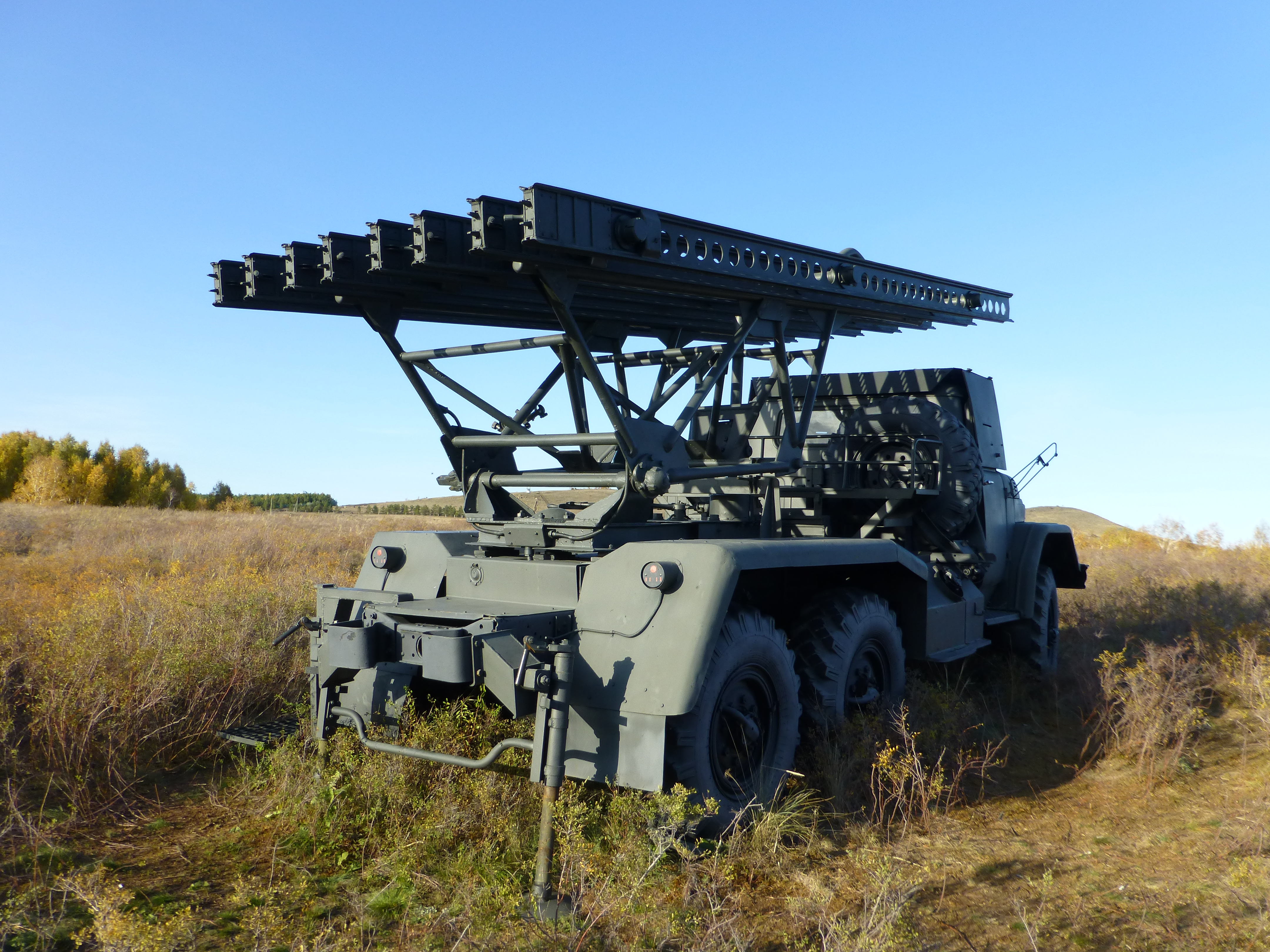
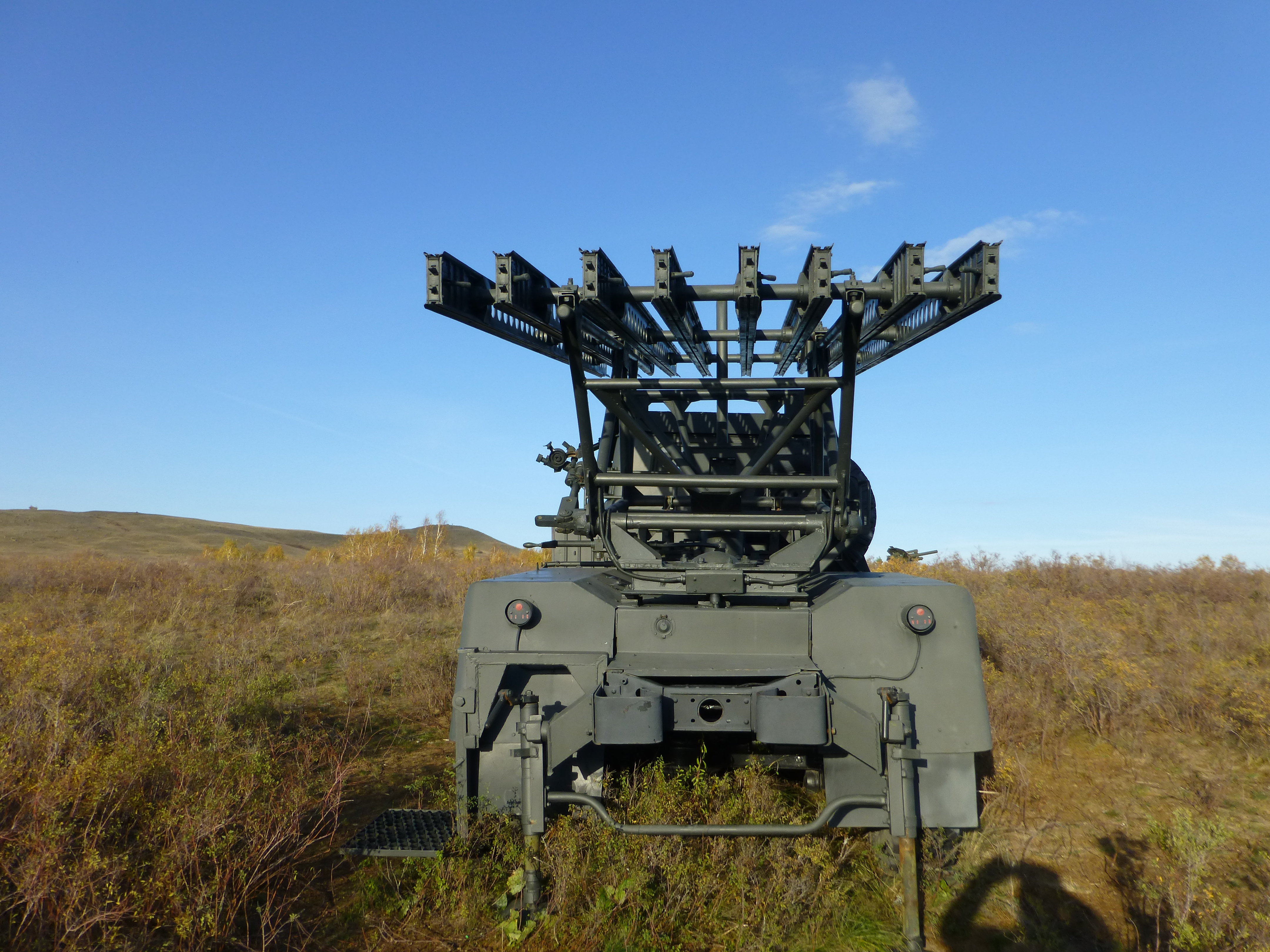
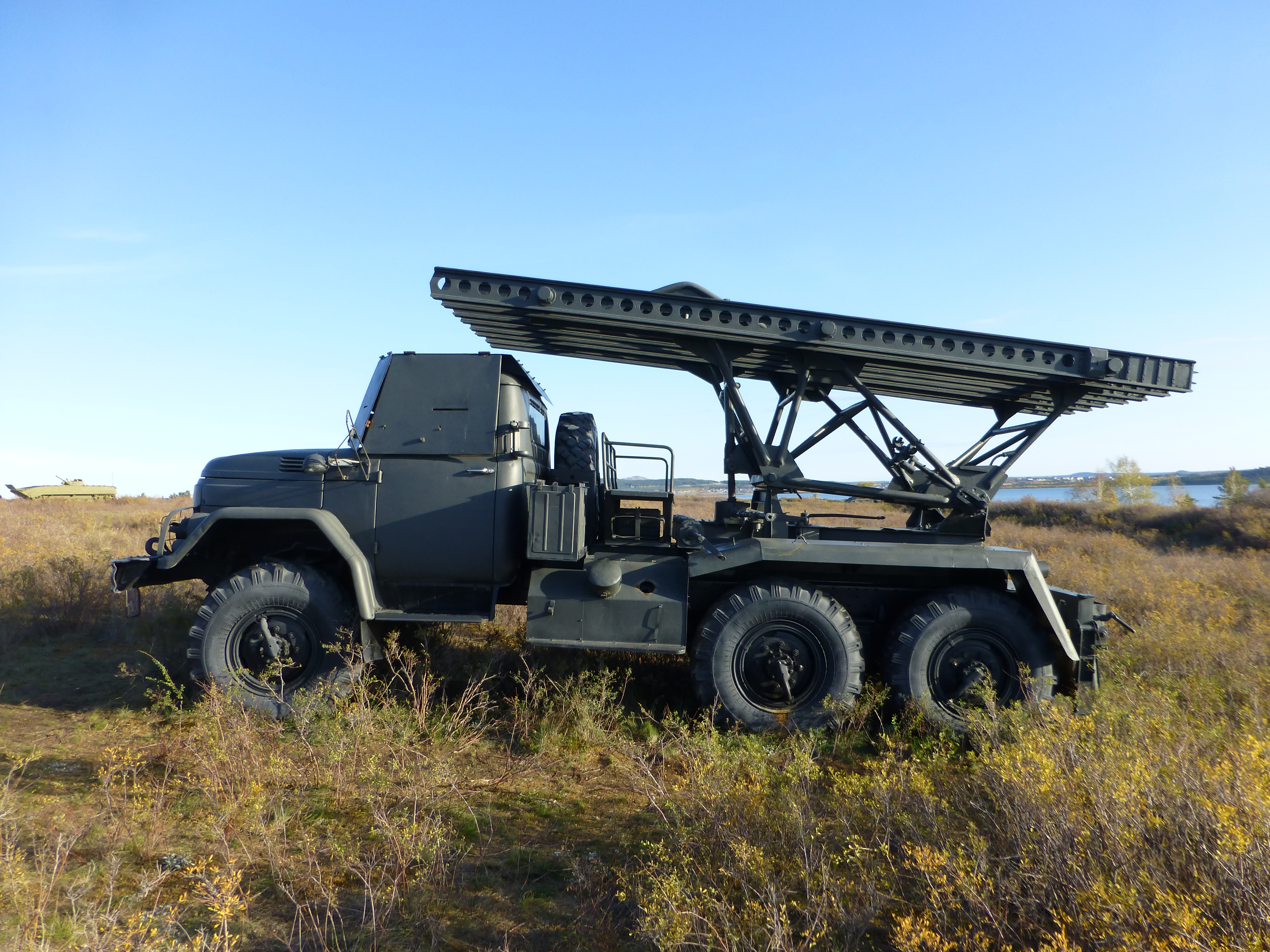
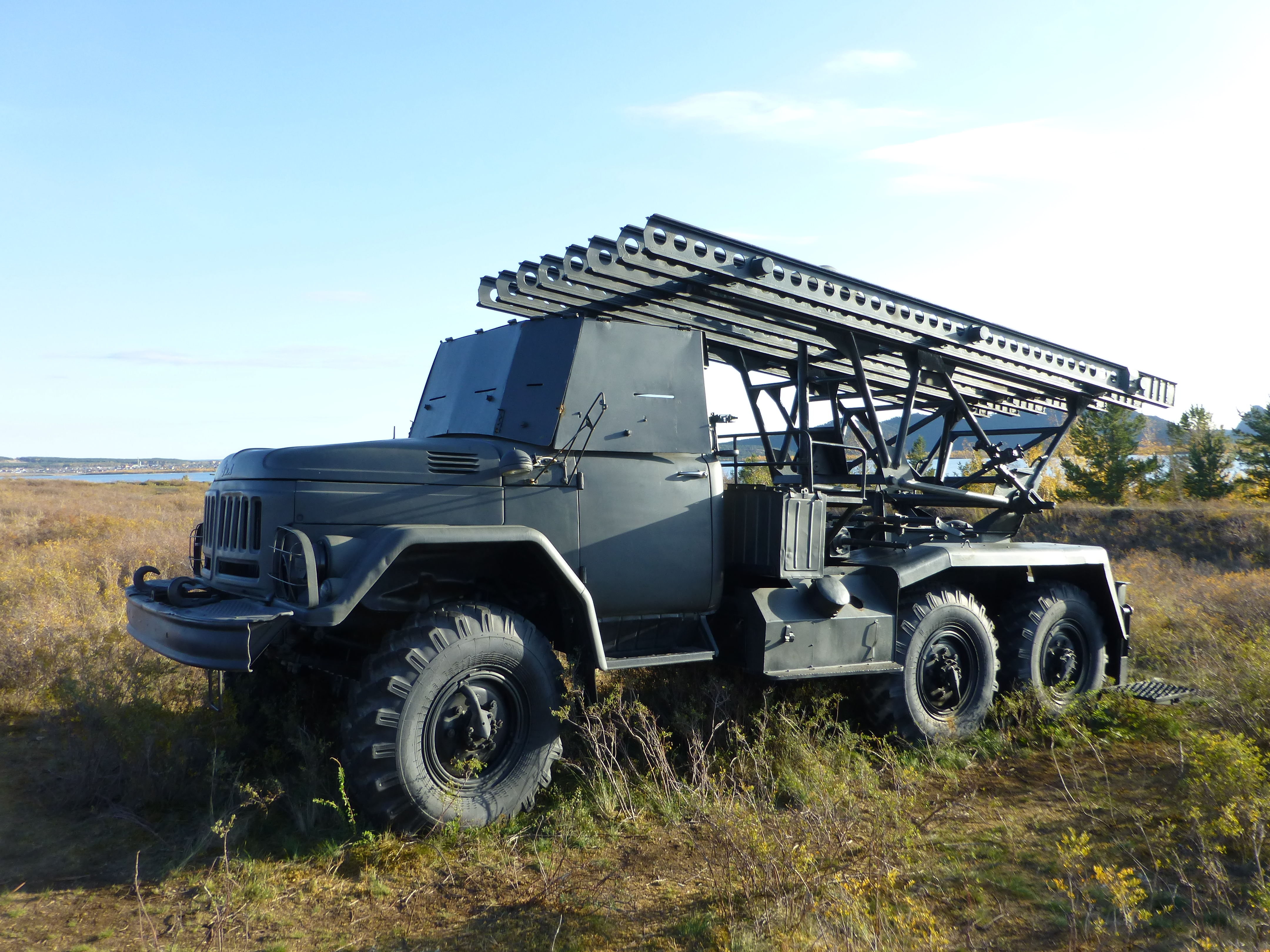
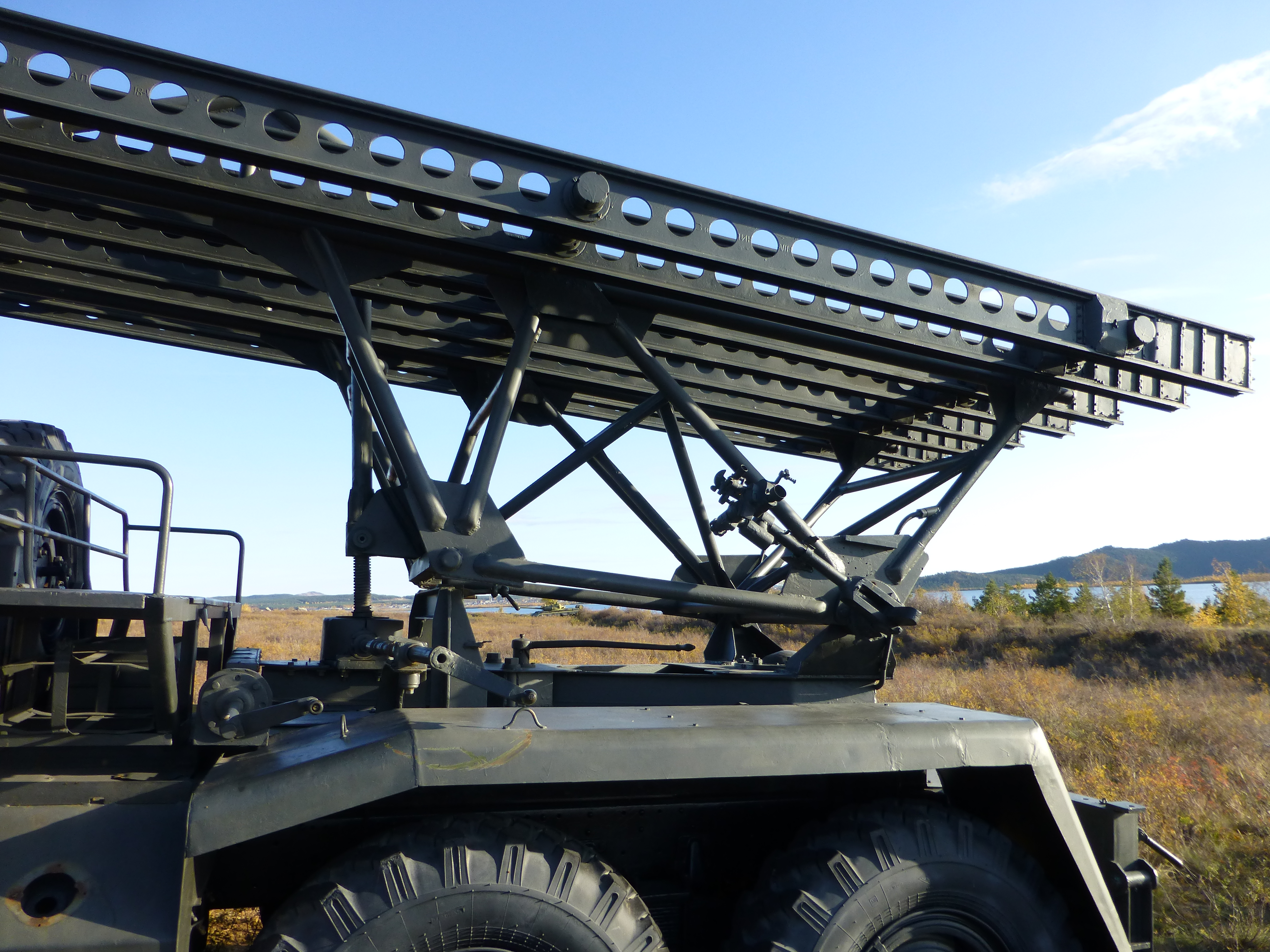
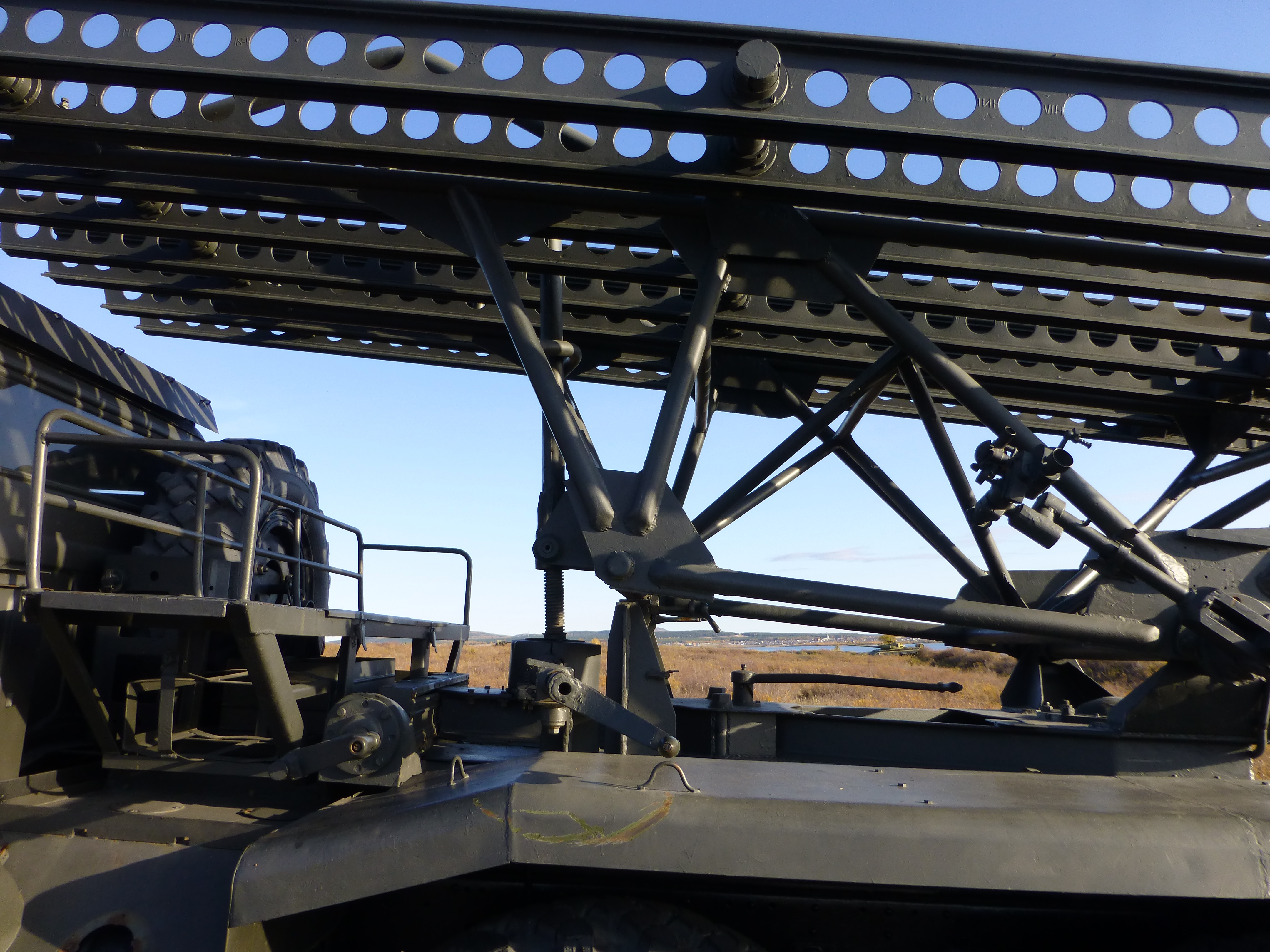

## В компьютерных играх
БМ-13 «Катюша» можно встретить в следующих играх:
- Шутеры: Battlefield 1942, Call of Duty: World at War
- Стратегии(RTS): Company of Heroes 2, «В тылу врага 2», War Front: Turning Point, R.U.S.E.,Блицкриг II, Total Tank Simulator, Противостояние, Sudden Strike, Sudden Strike 2, Карибский кризис, Call to Arms — Gates of Hell: Ostfront
- MMO: War Thunder
- Симуляторе: DCS World и Ил-2 штурмовик в качестве наземной техники